# Phobeticomyia lunifera
Phobeticomyia lunifera är en tvåvingeart som först beskrevs av de Meijere 1910.  Phobeticomyia lunifera ingår i släktet Phobeticomyia och familjen lövflugor. Inga underarter finns listade i Catalogue of Life.